# Возвращаясь с поля
«Возвращаясь с поля» (исп. Volviendo del campo) — картина испанского художника Жоана Льимона, написана в 1896 году и представляет собой живопись маслом на холсте размером 174×248 см. В настоящее время хранится в Национальном музее искусства Каталонии в Барселоне.
Автор картины, Жоан Льимона-и-Бругера (1860—1926) — испанский каталонский художник, значительный представитель религиозно-мистического направления в каталонском искусстве конца XIX — начала XX века, писавший полотна и фрески в стиле каталонского модерна. Родился и умер в Барселоне. Обучался в школе Лонжа и престижных мастерских Рамона Марти-и-Альсины и Антонио Каба. Изучал архитектуру, не окончив обучение. Брат скульптора Жузепа Льимоны, с которым четыре года прожил в Италии и отец художницы Нурии Льимоны и иллюстратора Мерсе Льимоны. Большое влияние на творчество живописца оказало его религиозное мировоззрение. Он был ортодоксальным католиком. Вместе с братом и другими художниками, основал Художественный кружок Сант-Льюк.
Полотно является парадигматическим изображением двух работ, написанных одна поверх другой. В 1893 году на выставке в Зале Пареса в Барселоне художник впервые показал свою картину «Внезапная смерть». Работа автора была подвергнута жесткой критике со стороны искусствоведа Раймона Каселласа в газете «Ла Вангуардия». Разочарованный художник принял решение «спрятать» работу. В прессе того времени, например, в «Вестнике музеев», содержатся сообщения о том, что Льимона развернул холст с «Внезапной смертью» и нарисовал новую композицию — «Возвращаясь с поля». В настоящее время, благодаря рентгенограмме, рефлексографии и стратиграфическому анализу, эта информация нашла подтверждение, о чём содержится запись в каталоге выставки в Национальном музеем искусств Каталонии, посвященной братьям Льимона в 2004 году. Картина поступила в собрания музея в год своего создания с регистрационным номером 010818-000. Она была приобретена советом музея на Третьей выставке изобразительного искусства и художественных ремесел в Барселоне, на которой впервые была выставлена автором вскоре после своего создания.
На полотне изображены каталонские крестьяне — старик, идущий по тропе в сопровождении молодых мужчины и женщины. На персонажах традиционные крестьянские костюмы того времени. В руках у старика и женщины традиционные католические чётки. Основой вечернего пейзажного фона автору послужил ландшафт у озера Баньолес. Идеализация крестьянского образа  демонстрирует глубокую религиозность художника и влияние на него религиозных идей Жузепа Торрас-и-Бахеса. Ряд искусствоведов сравнивают работу Льимоны с полотнами Жана-Франсуа Милле. В 1896 году картина получила Первую премию на выставке изобразительных искусств в Барселоне.